# 559 aC
El 559 aC fou un any del calendari romà prejulià. A l'Imperi Romà, era conegut com a any 195 ab urbe condita. L'ús del nom «559 aC» per referir-se a aquest any es remunta a l'alta edat mitjana, quan el sistema Anno Domini esdevingué el mètode de numeració dels anys més comú a Europa.

## Esdeveniments
- Fundació de l'Imperi Aquemènida.[1]